# Thoddoo
Thoddoo is een van de bewoonde eilanden van het Alif Alif-atol behorende tot de Maldiven.

## Demografie
Thoddoo telt (stand maart 2007) 718 vrouwen en 756 mannen.